# Edgardo Cedeño Muñoz
Edgardo Cedeño Muñoz es un obispo católico que ejerce su ministerio episcopal en la Diócesis de Penonomé de la República de Panamá.

## Biografía[3]

### Nacimiento
Nació el 18 de enero de 1960 en Panamá.

### Estudios y títulos obtenidos
- Primaria en la Escuela "Justo Arosemena", en el barrio de Santa Ana, en Panamá.
- Secundaria en el Instituto Bolívar (1973-75) y en el Instituto Nacional (1976-78).
- Filosofía en el "Centro de Estudios de Pastoral y Filosofía" (CEPAF) en Bogotá (Colombia).
- Teología en la Pontificia Universidad Javerina de Bogotá (Colombia).

### Religioso y sacerdote
Hizo los votos perpetuos en la Congregación del Verbo Divino el 19 de marzo de 1988.
Fue ordenado presbítero por S.E. Mons. Carlos Ambrosio Lewis, SVD, el 28 de octubre de 1989.

#### Cargos
- Destinado a Uruguay (1990-1994) trabajó en la parroquia "Santa María del Paso" de Montevideo y fue vicario para la pastoral juvenil de la Arquidiócesis de Montevideo y Superior del distrito de Uruguay en 1992-1993.
- Fue elegido en 1995 Consejero provincial de la Provincia Colombia-Panamá.
- Formador de los aspirantes (1995-97), Superior Provincial de Colombia Panamá del 1998 al 2001.
- Formador de los filósofos y pre-novicios (2002-2004).
- Ecónomo
- Provincial y Capellán del Colegio de las Hermanas de María Reina de la Paz, en Bogotá (2005-2007).
- Párroco de la Medalla Milagrosa, Panamá (2007-2008), Párroco en Palacaguina, Nicaragua y Superior del distrito de Nicaragua (2009-2011) y Ecónomo regional de la región Centroamericana (Panamá, Nicaragua y Costa Rica), Párroco de la Medalla Milagrosa en Alcalde Díaz, Panamá, y Superior del distrito de Panamá (2011 hasta el presente).

## Obispo

### Nombramiento
El Papa Francisco lo nombró segundo Obispo de Penonomé el 15 de octubre de 2015 

### Consagración y toma de posesión canónica
Fue ordenado Obispo el día 5 de diciembre.

#### Obispo consagrantes
- Consagrante principal:
  - Arzobispo Andrés Carrascosa Coso (Nuncio Apostólico en Panamá y Arzobispo titular de Elo)
- Principales Co-consagrantes:
  - El arzobispo José Domingo Ulloa Mendieta , OSA (Arzobispo de Panamá)
  - Arzobispo José Dimas Cedeño Delgado, (Arzobispo Emérito de Panamá)

## Sucesión
| Predecesor: Mons. Urías Adolphus Ashley Maclean | II Obispo de Penononé Desde el 15 de octubre de 2015 - hasta la fecha | Sucesor: En el cargo |